# Kinugasa (tàu tuần dương Nhật)
Kinugasa (衣笠 Y Lạp) là một tàu tuần dương hạng nặng của Hải quân Đế quốc Nhật Bản, là chiếc thứ hai trong lớp Aoba bao gồm hai chiếc. Tên của nó được đặt theo đỉnh núi Kinugasa tọa lạc tại Yokosuka, Kanagawa. Nó tham gia hoạt động trong Chiến tranh Thế giới thứ hai và bị máy bay Mỹ đánh chìm trong trận Hải chiến Guadalcanal ngày 13 tháng 11 năm 1942.

## Thiết kế và chế tạo
Kinugasa cùng chiếc tàu chị em với nó Aoba ban đầu được vạch kế hoạch như những chiếc thứ ba và thứ tư trong lớp Furutaka. Tuy nhiên, những vấn đề về thiết kế đối với lớp Furutaka đã đưa đến một số cải biến bao gồm các tháp pháo đôi và một máy phóng máy bay. Những cải biến này lại làm tăng thêm trọng lượng của cấu trúc bên trên của một thiết kế đã khá nặng nề, gây ra những vấn đề về sự ổn định. Dù sao, Kinugasa cũng tham gia nhiều chiến dịch quan trọng trong giai đoạn mở đầu của Thế Chiến II.

## Lịch sử hoạt động

### Giữa hai cuộc thế chiến
Kinugasa được hoàn tất vào ngày 30 tháng 9 năm 1927 tại xưởng tàu Kawasaki ở Kobe. Thoạt tiên nó được chọn làm soái hạm của Hải đội Tuần dương 5, và nó đã trải qua hầu như toàn bộ cuộc đời hoạt động cùng đơn vị này và các hải đội 6 và 7. Vào năm 1928, nó là chiếc tàu chiến Nhật Bản đầu tiên được trang bị một máy phóng máy bay.
Kinugasa hoạt động ngoài khơi bờ biển Trung Quốc từ năm 1928 đến năm 1929 và trong nhiều dịp khác trong những năm 1930. Được đưa về lực lượng dự bị vào tháng 9 năm 1937, nó được hiện đại hóa một cách rộng rãi tại Xưởng hải quân Sasebo và chỉ được đưa vào hoạt động trở lại vào cuối tháng 10 năm 1940.

### Giai đoạn mở màn Chiến tranh Thái Bình Dương
Vào cuối năm 1941, Kinugasa được phân về Hải đội Tuần dương 6 dưới quyền chỉ huy của Chuẩn Đô đốc Aritomo Goto, bao gồm cả Aoba, Furutaka và Kako; hải đội này nằm trong thành phần của Hạm Đội 1 dưới quyền chỉ huy chung của Phó Đô đốc Takasu Shiro. Vào thời gian diễn ra cuộc Tấn công Trân Châu Cảng, nó đang yểm trợ cho cuộc chiếm đóng đảo Guam.
Sau khi đợt tấn công thứ nhất nhắm vào Wake thất bại, Hải đội Tuần dương 6 được bố trí vào một lực lượng tấn công thứ hai mạnh mẽ hơn, và sau khi Wake thất thủ, nó quay về căn cứ tiền phương đặt tại Truk thuộc quần đảo Caroline.
Từ tháng 1 đến tháng 5 năm 1942, Kinugasa đặt căn cứ tại Truk nơi nó hỗ trợ cho cuộc đổ bộ của quân Nhật lên quần đảo Solomon và New Guinea tại Rabaul, Kavieng, Buka, Shortland, Kieta, đảo Manus, quần đảo Admiralty và Tulagi.

### Trận chiến biển Coral

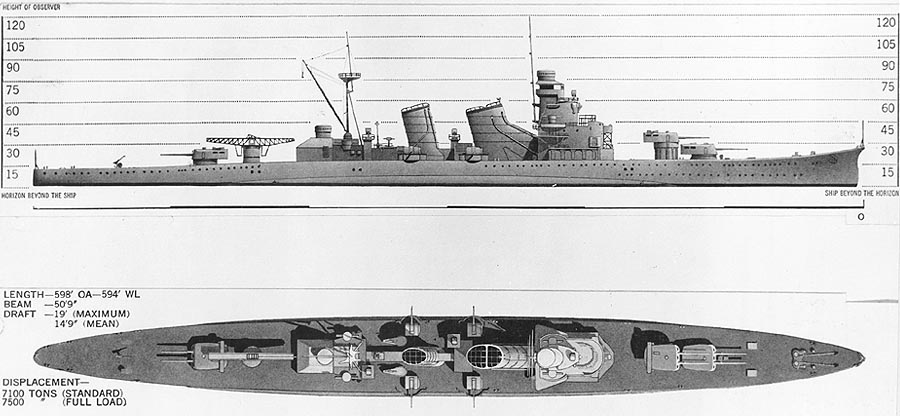
Sơ đồ Kinugasa như nó hiện hữu vào giai đoạn Thế Chiến II

Trong Trận chiến biển Coral, Hải đội Tuần dương 6 khởi hành rời Shortland đi đến một điểm hẹn gặp chiếc tàu sân bay hạng nhẹ Shoho. Lúc 11 giờ 00 ngày 7 tháng 5 năm 1942, đang khi ở về phía Bắc đảo Tulagi, Shoho bị tấn công và bị đánh chìm bởi 93 máy bay ném bom bổ nhào SBD Dauntless và máy bay ném bom-ngư lôi TBD Devastator từ các tàu sân bay USS Yorktown và USS Lexington. Ngày hôm sau, 8 tháng 5 năm 1942; 46 chiếc SBD, 21 chiếc TBD và 15 chiếc Grumman F4F Wildcat xuất phát từ Yorktown và Lexington đã tấn công và gây hư hại nặng cho chiếc Shokaku, buộc nó phải rút lui. Furutaka và Kinugasa vốn không bị hư hại trong trận đánh này, đã hộ tống Shokaku quay trở về Truk.
Kinugasa quay trở về Nhật Bản vào tháng 6 năm 1942 để sửa chữa, rồi quay trở lại Truk vào ngày 4 tháng 7. Trong cuộc cải tổ sâu rộng Hải quân Nhật sau thất bại của trận Midway, vào ngày 14 tháng 7 năm 1942, Kinugasa được phân về Hạm đội 8 vừa mới được thành lập dưới quyền chỉ huy của Phó Đô đốc Mikawa Gunichi đặt căn cứ tại Rabaul.

### Trận chiến đảo Savo
Trong Trận chiến đảo Savo vào ngày 9 tháng 8 năm 1942, Hải đội Tuần dương 6 (bao gồm Aoba, Furutaka, Kako và Kinugasa), Chokai, các tàu tuần dương hạng nhẹ Tenryu và Yūbari và tàu khu trục Yūnagi đã đối đầu cùng lực lượng hạm đội Đồng Minh trong một trận đánh đêm bằng hải pháo và ngư lôi. Vào khoảng 23 giờ 00, Chokai, Furutaka và Kako đã tung các thủy phi cơ trinh sát của mình ra. Những chiếc máy bay này lượn vòng bên trên hạm đội Đồng Minh và thả các quả pháo sáng chiếu rõ các mục tiêu, và tất cả các tàu chiến Nhật đã khai hỏa. Các tàu tuần dương USS Astoria, USS Quincy, USS Vincennes và HMAS Canberra đã bị đánh chìm, trong khi USS Chicago cùng các tàu khu trục USS Ralph Talbot và USS Patterson bị hư hại. Bên phía Nhật Bản, Kinugasa bị bắn trúng hai phát: một quả đạn pháo 127 mm (5 inch) từ chiếc Patterson bắn trúng phòng máy số 1, và một quả đạn khác của Vincennes bắn trúng bánh lái bên mạn trái. Chokai bị bắn trúng ba phát, Aoba một phát trong khi Furutaka hoàn toàn vô hại.
Những con tàu vận tải chất đầy và nặng trĩu của Mỹ ngoài khơi Guadalcanal trở nên hoàn toàn không được bảo vệ. Tuy nhiên, Đô đốc Mikawa không biết được là những chiếc tàu sân bay bảo vệ của Đô đốc Fletcher đã rút lui. Do lo ngại một cuộc không kích lúc bình minh, ông đã ra lệnh lui quân. Thuyền trưởng Sawa của Kinugasa, thất vọng về quyết định này, đã phóng một loạt ngư lôi bên mạn phải về phía các tàu vận tải Đồng Minh ở khoảng cách 21 km (13 dặm) nhưng đều bị trượt. Ngày hôm sau, trong khi Hải đội Tuần dương 6 di chuyển về hướng Kavieng, Kako bị tàu ngầm Mỹ S 44 phóng ngư lôi đánh chìm.

### Trận chiến mũi Esperance
Trong Trận chiến mũi Esperance diễn ra vào ngày 11 tháng 10 năm 1942, Hải đội Tuần dương 6 (bao gồm Aoba, Furutaka và Kinugasa) cùng các tàu khu trục Fubuki và Hatsuyuki rời Shortland để yểm trợ cho một đoàn tàu vận tải chở quân tăng cường cho Guadalcanal bằng cách bắn phá sân bay Henderson trên đảo này. Hai máy bay trinh sát Mỹ OS2U Kingfisher đã phát hiện ra hạm đội đang di chuyển dọc theo eo biển với vận tốc 56 km/h (30 knot).
Được báo động kịp thời, các tàu tuần dương Mỹ được trang bị radar USS San Francisco, Boise, Salt Lake City và Helena cùng năm tàu khu trục đã di chuyển vòng qua mũi cực Nam đảo Guadalcanal để phong tỏa lối vào eo biển Savo. Lúc 22 giờ 35 phút, radar của chiếc Helena phát hiện ra hạm đội Nhật, và lực lượng Mỹ đã thành công trong việc Cắt ngang chữ T hạm đội Nhật. Cả hai bên đều nổ súng, nhưng do Đô đốc Goto nghĩ rằng mình đang bị bắn nhầm từ các tàu bạn, đã ra lệnh cho toàn hải đội quay mũi 180 độ khiến toàn bộ lực lượng của ông bị phơi sườn ra trước hỏa lực các tàu chiến Mỹ.
Aoba bị hư hỏng nặng, và Đô đốc Goto bị tử thương. Furutaka bị bắn trúng một quả ngư lôi vào phòng máy phía trước và bị hải pháo của Salt Lake City và tàu khu trục Duncan đánh chìm. Hải pháo 203 mm (8 inch) của Kinugasa bắn trúng Boise và Salt Lake City, phá hỏng tháp pháo số 1 và số 2 của chiếc Boise; nhưng bản thân nó cũng bị bắn trúng bốn phát. Sáng hôm sau, Kinugasa bị năm máy bay Mỹ tấn công nhưng không bị thiệt hại, và quay trở về Shortland an toàn.

### Hải chiến Guadalcanal
Vào ngày 14 tháng 10 năm 1942, Kinugasa trở thành soái hạm của Hải đội Tuần dương 6. Ngày hôm sau, Kinugasa và Chōkai tiến hành bắn phá sân bay Henderson trên đảo Guadalcanal với tổng cộng 752 quả đạn pháo 203 mm (8 inch).
Trong các ngày 24 đến 26 tháng 10 và 1 đến 5 tháng 11, Kinugasa và Chōkai hỗ trợ cho các đoàn tàu vận tải chở binh lính và trang bị bổ sung thay thế nhằm tăng cường cho việc phòng thủ của quân Nhật tại Guadalcanal. Vào ngày 14 tháng 11 năm 1942, trong trận Hải chiến Guadalcanal, Kinugasa bị các máy bay ném bom-ngư lôi TBM Avenger từ tàu sân bay USS Enterprise và của lực lượng Thủy quân Lục chiến trên đảo Guadalcanal tấn công. Lúc 09 giờ 36 phút một quả bom 250 kg (500 lb) đánh trúng khẩu đội súng máy 13,2 mm ngay phía trước cầu tàu chiếc Kinugasa, gây một đám cháy tại kho chứa xăng phía trước; Thuyền trưởng Sawa và Sĩ quan Cao cấp bị thiệt mạng bởi quả bom, và Kinugasa dần dần bị nghiêng sang mạn trái. Các quả bom ném gần trúng đã gây thêm các đám cháy và ngập nước. Một đợt tấn công thứ hai bởi 17 máy bay ném bom bổ nhào SBD Dauntless đã phá hỏng động cơ và bánh lái, cũng như thêm nhiều ngăn bị ngập nước. Đến 11 giờ 22 phút, Kinugasa lật úp và chìm ở về phía Tây Nam đảo Rendova ở tọa độ 08°45′N 157°00′Đ / 8,75°N 157°Đ, mang theo nó 511 thành viên thủy thủ đoàn.
Kinugasa được rút khỏi danh sách Đăng bạ Hải quân vào ngày 15 tháng 12 năm 1942.

## Danh sách thuyền trưởng
- Tamura Shigehiko (sĩ quan trang bị trưởng): 24 tháng 10 năm 1926 - 30 tháng 9 năm 1927
- Tamura Shigehiko: 30 tháng 9 năm 1927 - 10 tháng 3 năm 1928
- Iwamura Kanekoto: 10 tháng 3 năm 1928 - 10 tháng 12 năm 1928
- Kitagawa Kiyoshi: 10 tháng 12 năm 1928 - 1 tháng 11 năm 1929
- Otagaki Tomisaburo: 1 tháng 11 năm 1929 - 1 tháng 12 năm 1930
- Somekawa Keizo: 1 tháng 12 năm 1930 - 1 tháng 3 năm 1931
- Shibuya Shoji: 1 tháng 3 năm 1931 - 14 tháng 11 năm 1931
- Osaki Yoshio: 14 tháng 11 năm 1931 - 1 tháng 12 năm 1932
- Tange Kunji: 1 tháng 12 năm 1932 - 15 tháng 11 năm 1933
- Sakamoto Ikuta: 15 tháng 11 năm 1933 - 15 tháng 11 năm 1934
- Takeda Moriji: 15 tháng 11 năm 1934 - 15 tháng 11 năm 1935
- Hatakeyama Koichiro: 15 tháng 11 năm 1935 - 1 tháng 4 năm 1937
- Matsunaga Jiro: 1 tháng 4 năm 1937 - 1 tháng 12 năm 1937
- Matsuyama Mitsuharu: 1 tháng 12 năm 1937 - 3 tháng 6 năm 1938
- Hirose Sueto: 3 tháng 6 năm 1938 - 15 tháng 6 năm 1938
- Sato Tsutomu: 15 tháng 6 năm 1938 - 15 tháng 11 năm 1939
- Nanba Sukeyuki: 15 tháng 11 năm 1939 - 25 tháng 9 năm 1940
- Kiyota Takahiko: 25 tháng 9 năm 1940 - 20 tháng 8 năm 1941
- Sawa Masao: 20 tháng 8 năm 1941 - 14 tháng 11 năm 1942 (Tử trận, được truy phong Chuẩn Đô đốc)

### Sách
- Brown, David (1990). Warship Losses of World War Two. Naval Institute Press. ISBN 1-55750-914-X.
- D'Albas, Andrieu (1965). Death of a Navy: Japanese Naval Action in World War II. Devin-Adair Pub. ISBN 0-8159-5302-X.
- Dull, Paul S. (1978). A Battle History of the Imperial Japanese Navy, 1941-1945. Naval Institute Press. ISBN 0-87021-097-1.
- Howarth, Stephen (1983). The Fighting Ships of the Rising Sun: The drama of the Imperial Japanese Navy, 1895-1945. Atheneum. ISBN 0-68911-402-8.
- Jentsura, Hansgeorg (1976). Warships of the Imperial Japanese Navy, 1869-1945. Naval Institute Press. ISBN 0-87021-893-X.
- Lacroix, Eric (1997). Japanese Cruisers of the Pacific War. Linton Wells. Naval Institute Press. ISBN 0-87021-311-3.
- Whitley, M.J. (1995). Cruisers of World War Two: An International Encyclopedia. Naval Institute Press. ISBN 1-55750-141-6.